# Манукян, Артём Арутюнович
Артём Арутюнович Манукян (род. 9 июня 1998, Омск) — российский хоккеист, нападающий.

## Биография
Как и старший брат Тигран Манукян, воспитанник омского «Авангарда». В сезоне 2014/15 дебютировал за команду МХЛ «Омские ястребы», в сезоне 2016/17 стал лучшим бомбардиром лиги, набрав 105 (39+66) очков в 60 матчах и установив рекорд МХЛ. 1 сентября 2017 года провёл первый матч в КХЛ за «Авангард» — в гостях против ЦСКА (0:3). В августе 2019 года травмировал руку, после чего полгода проходил реабилитацию. Сыграв в январе — феврале 2020 года семь матчей, 3 февраля 2020 в игре с «Металлургом» получил травму локтя, и за «Авангард» больше не выступал. Перед сезоном 2020/21 вместе с Иваном Лисиным и Максимом Мизюриным был переведён в фарм-клуб «Авангарда» — «Металлург» Новокузнецк из ВХЛ, за который сыграл 17 матчей. По окончании сезона покинул «Авангард» и 30 августа 2021 года подписал однолетний контракт с «Адмиралом». Провёл 22 матча, и 6 декабря контракт был расторгнут. 6 октября 2022 года вместе с братом перешёл в клуб ВХЛ «Рязань-ВДВ». 15 ноября подписал пробный контракт с «Ладой» и сыграл первый матч за команду в ВХЛ. Провёл за команду 4 матча, 22 ноября заключил полноценное соглашение, но на следующий день контракт был расторгнут. В январе 2023 перешёл в «АКМ».
Участник чемпионата мира среди молодёжных команд 2018 (5-е место).